# 拉克魯斯區 (哥斯達黎加)
11°1′24″N 85°38′08″W / 11.02333°N 85.63556°W
拉克魯斯區（西班牙語：La Cruz），是哥斯達黎加的行政區，位於該國西北部瓜納卡斯特省，由拉克魯斯縣負責管轄，面積346平方公里，海拔高度255米，2013年人口11,063人，人口密度每平方公里32人。